# Nước khô
Nước khô, một dạng "chất lỏng dạng bột" khác thường, là một dạng nhũ tương không khí trong nước, trong đó các giọt nước nhỏ, với kích thước của một hạt cát, được bao quanh bởi một lớp phủ silic dioxide. Nước khô thực sự bao gồm 95% nước lỏng, nhưng lớp phủ silic dioxide ngăn các giọt nước kết hợp và biến trở lại thành một chất lỏng khối. Kết quả có được là một loại bột trắng trông rất giống với muối ăn.

## Khám phá
Nước khô được cấp bằng sáng chế đầu tiên vào năm 1968 và ngay lập tức bị các công ty mỹ phẩm tranh chấp vì nó dường như có những ứng dụng tiềm năng trong lĩnh vực mỹ phẩm. Nó đã được Đại học Hull, Vương quốc Anh phát hiện lân nữa vào năm 2006 và từ đó đã được đánh giá và nghiên cứu về tiềm năng sử dụng của nó trong các lĩnh vực khác. Bản thân nước khô là dễ để sản xuất. Các hạt nano silic dioxide kỵ nước và nước được pha trộn với nhau bằng cách sử dụng một động cơ với một thanh khuấy và trục quay với tốc độ 19.000 vòng/phút trong 90 giây, bao bọc hoàn toàn các giọt nước.